# Lobåsberget
Lobåsberget är ett naturreservat i Ljusdals kommun i Gävleborgs län.
Området är naturskyddat sedan 2001 och är 28 hektar stort. Reservatet består av barrskog i en sydvästsluttning där det också finns tall, björk och asp. 